# هنگ عملیات ویژه کانادا
هنگ عملیات ویژه کانادا (فرانسوی: Régiment d'opérations spéciales du Canada, ROSC‎) یگان نیروهای ویژه زیرمجموعه فرماندهی نیروهای عملیات ویژه کانادا است، که در سال ۲۰۰۶ تأسیس شد.